# Marisol Rolandi
María Soledad Rolandi Boned más conocida como Marisol Rolandi (Madrid, 1956) es una actriz española. 

## Biografía
Ha desarrollado su carrera en teatro y también en el cine, participando en varias películas, pero el papel que le ha otorgado una mayor popularidad es el de Teresa en la exitosa serie de Telecinco Hospital Central, siendo el suyo uno de los pocos personajes que se mantienen desde el inicio de la producción de Videomedia, en 2000. Desde 2009 tiene una hija llamada Zaida.
Es diplomada en Periodismo y también ha dirigido y producido montajes teatrales.

## Trabajos

### Cine

#### Largometrajes
- La niña de tus sueños (1995), de Jesús R. Delgado.
- La espalda de Dios (2001), de Pablo Llorca.
- Apasionados (2002), de Juan José Jusid.
- Té y café (2005), de José del Río.

#### Cortometrajes
- Oro en la pared (1992), de Jesús R. Delgado.
- Pecados capitales (1996), de Dionisio Pérez Galindo.

### Televisión

#### Personajes fijos
- Hospital Central (2000-2011) como Teresa Montoro.

#### Personajes episódicos
- Periodistas (1998).
- Médico de familia (varios episodios) (1998).
- Paraíso (2000).
- Bajo sospecha (2015).
- La que se avecina (2015) Episodio: "Una pretty yonqui, una salchicha a la americana y un salami acostado".

### Teatro

#### Como intérprete
- La ciudad noches y pájaros.
- La última escena (1994).
- El sueño de Ginebra (1996).
- La leyenda del santo bebedor (1997).
- María Sarmiento (1999).
- Si me necesitas, llámame (2002).
- Auto (2007).
- El laberinto mágico (2016).

#### Como directora
- Me siento pulga (2006).